# Polysyncraton asperum
Polysyncraton asperum är en sjöpungsart som beskrevs av Romanov 1989. Polysyncraton asperum ingår i släktet Polysyncraton och familjen Didemnidae. Inga underarter finns listade i Catalogue of Life.